# Pedro Uhart
Pedro Uhart est un artiste peintre franco-chilien né dans la ville de Concepción au Chili le 11 septembre 1938, et qui vit à Paris depuis 1965.

## Biographie
Peintre franco-chilien né à Concepción, passionné de peinture dès son plus jeune âge, il quitte son pays natal le Chili en 1962 après avoir suivi des études à la faculté de droit et économie à l’Université de Concepción. 
Après son service militaire en Allemagne pour la France, il s’installe à Paris dans le but de se consacrer entièrement à la peinture. Jusqu’en 1971, il se partage entre un travail alimentaire et la peinture.
En 1972, il invente ce qu’il appelle les « floating murals » peintures sur toile libre, pliables, transportables facilement, pour être exposées dans les espaces publics (les jardins, place, murs, etc.).
En 1973, il se fait connaître lors de la VIIIème biennale de Paris, en suspendant entre deux piliers du musée national d'Art moderne un mural flottant de 2 mètres sur 3, contre le coup d’État au Chili et la mort du président Salvador Allende. « 11 septembre 1973" » sera réalisé en 4 jours sous le coup de l’indignation.
En 1973, il adhère au Salon de la Jeune Peinture et devient le secrétaire général, Il réalise toute une série d’affiches politiques dont l'affiche de la première exposition en Europe en hommage au peuple Chilien à la Galerie Alzaia Rome - "Gli artiste Italiani per la liberté del Cile" le 18 décembre 1973 ; l'affiche est vendue à plus de 200.000 exemplaires pour aider les réfugiés politiques chiliens en Europe. 
En 1974, invité à la 1re FIAC par Gérard Gassiot Talbot, qui lui donne une carte blanche. Pedro Uhart fait exposer un groupe de peintres chiliens exilés, Jose Balmes, Gracia Barrios, Jaime Azocar... il crée le groupe America Latina Luchas au sein de la Jeune Peinture. 

En 1975 il est invité par la ville de New York pour exposer « History of  War » mural flottant de 3 mètres sur 12, illustrant la fin de la guerre du Vietnam à Central Park, Washington Square et Battery Park. 

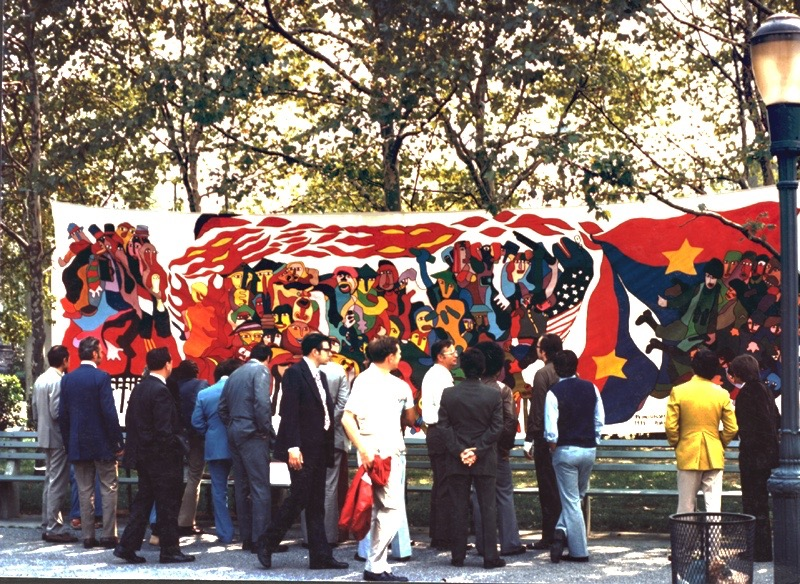
Photo de "History of War" exposé à Central Park/ New York en 1975

En 1977, il expose à l’entrée de la Foire de Bâle « Le Metro » un floatting mural de 3 mètres sur 6 pour la Galerie La Humière. 
Depuis les années 1980, il peint des séries : les Amazones, les Musiciens, les Canapés, les Visions japonaises, les Cafés, Bibliothèques...
En 1982, édition du livre d’art Mascaras, sérigraphies de Pedro Uhart. Texte de Luis Mizon, exposition à la Galerie Biren à Paris. 70 exemplaires numérotés. Présenté également à la Bibliothèque nationale.
Parallèlement à partir de 1979, il s’intéresse à la photographie, innovant dans ce domaine, par un travail original à partir de Polaroids SX-70. Il exposera à Paris, New York, Barcelone… Il fera une série de portraits de ses amis : Albert Cossery, Aragon, David Gascoygne, Pierre Restany, Julian Cairol, Severo Sarduy, Yannis Tsarouchis, Fassianos, Hamid Fouladvind , Luis Mizon, Gustavo Mujica…
Pedro Uhart est également passionné par l’œuvre de Gaudi. Encouragé dès le début par Salvador Dali, il devient avec les années un véritable expert et collectionneur. Participant à de nombreuses expositions dans le monde sur l’œuvre de Antoni Gaudí.

## Expositions
Peinture et photographie
- 1973 :  VIIIe Biennale de Paris présentation du premier mural flottant « 11 de Septiembre de 1973 »
- 1974 : Première FIAC à Paris présentée par Gérard Gassiot Talabot « Le General »
- 1974 : Royal College of Arts de London « 11 de Septiembre de 1973 »
- 1975 : White Chapel Art Gallery de Londres, « Floatings Murals »
- 1975 : History of War « Floating Mural » Central Park et Washington square, Battery Park- NY
- 1976 : « Porte flottante » pour l’Atelier des enfants du Centre Pompidou, Paris
- 1977 et 1979 : Salon de mai à Paris
- 1982 : Biennale de Puerto Rico
- 1983 : Images perdues rêvées amusées au musée national d'Art moderne de Paris

Expositions personnelles en France et à l’étranger, notamment
- 1977 : Art 8 / 77, à la foire de Bâle Galerie Lahumière.
- 1979 : Museo de Arte Moderno de Santo Domingo
- 1982 : Galerie Biren et galerie La Hune à Paris
- 1984 :  Down Town gallery à New York
- 1985 et 1987 : Galerie Tartessos à Barcelone
- 1990 : « Tropicalismo », Galerie Art Mouvement, Kellart à Paris
- 1992 : Galerie Jeanne à Munich
- 1997 : Visions japonaise Galerie Mostini à Paris
- Depuis 1999 : Opéra Galerie, Paris – Singapour – New York